# Husflid og Vævning
Husflid og Vævning er en dansk ugerevy fra 1944.

## Handling
Undervisning i husflid og vævning. Man ser sprang, knipling, brikvævning og flamsk vævning.